# Boy Erased Original Motion Picture Soundtrack
Die Musik zum Film Boy Erased von Joel Edgerton wurde von Danny Bensi und Saunder Jurriaans komponiert.

## Entstehungsgeschichte

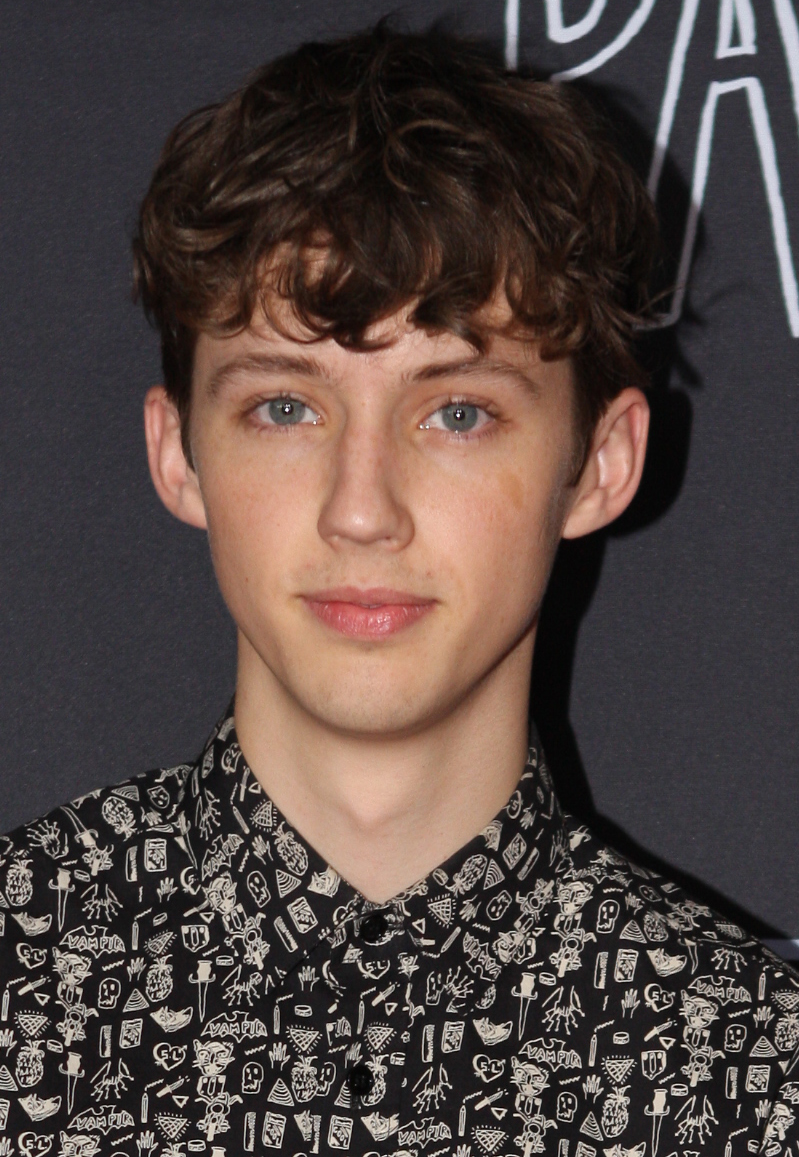
Der Titelsong Revelation wurde von Troye Sivan gesungen

Die Filmmusik für Der verlorene Sohn (Originaltitel Boy Erased) wurde von Danny Bensi und Saunder Jurriaans komponiert. Im Frühjahr 2018 entstand hierfür in den Los Olivos Recording Studios in Los Angeles eine Aufnahme gemeinsam mit dem MUSYCA Boys’ Choir. Den Song Revelation, der bereits vorab veröffentlicht wurde,  steuerte der australischen Sänger und Songwriter Troye Sivan bei, den dieser mit der isländischen Band Sigur Rós aufgenommen hatte. Dieser wurde auch für einen ersten Trailer zum Film verwendet. Revelation ist zudem das Titellied des Films, in dem der Sänger in der Rolle von Gary zu sehen ist, der an einem Programm teilnimmt, bei dem Homosexuelle in zwölf Schritten umgepolt werden sollen und das streng nach der Bibel ausgerichtet ist.

## Veröffentlichung
Bereits im Juli 2018 wurde der Song Revelation von Troye Sivan veröffentlicht, der auch für einen Trailer zum Film verwendet wurde. Der komplette Soundtrack, der insgesamt 24 Musikstücke umfasst, wurde am 26. Oktober 2018 von Back Lot Music als Download veröffentlicht und soll am 2. November 2018 als CD erscheinen.

## Titelliste
1. Revelation – Troye Sivan & Jónsi (3:51)
2. Road Trip (2:06)
3. The Rules (2:50)
4. Genograms (1:38)
5. A Normal Family (1:19)
6. Fall Into Line (1:20)
7. Holiday Camp (1:29)
8. Between Us (3:10)
9. The Real Work (1:02)
10. Assembly (0:56)
11. Prayer (0:58)
12. Just a Story (2:36)
13. Start To Wonder (1:28)
14. Run In the Night (2:07)
15. Brandon (0:36)
16. Triangles (1:33)
17. The Funeral (2:43)
18. Fake It ‘Til You Make It (1:32)
19. Just a Moment (1:25)
20. Shame On You (1:00)
21. Cameron (1:34)
22. Turned My Back (1:43)
23. Who Are You Thinking Of? – Jónsi (4:28)
24. Revelation (Vinyl Version) – Troye Sivan & Jónsi (3:52)

## Rezeption
Peter Debruge von Variety bezeichnet den Titelson Revelation als „grandios“ und zählt den Song zu einem der beiden herzzerreißenden Balladen des Soundtracks.

## Auszeichnungen
Bei der anstehenden Oscarverleihung 2019 befindet sich Revelation in einer Shortlist in der Kategorie Bester Song. Im Folgenden eine Auswahl von Auszeichnungen und Nominierungen:
Golden Globe Awards 2019
- Nominierung als Bester Filmsong (Revelation)[9]

Hollywood Music in Media Awards 2018
- Nominierung als Bester Filmsong (Revelation, Leland, Troye Sivan und Jónsi)[10]

Los Angeles Online Film Critics Society Awards 2019
- Nominierung als Bester Song (Revelation)

Satellite Awards 2018
- Nominierung als Bester Song (Revelation)[11]